# Berzék
Berzék je vas na Madžarskem, ki upravno spada pod podregijo Miskolci Županije Borsod-Abaúj-Zemplén.